# Los Pitufos (Alrededor del Mundo)
Los Pitufos Alrededor del Mundo es un videojuego de plataformas basado la serie de historietas de Los Pitufos, lanzado por Infogrames en 1995 para Game Boy y Game Gear, y en 1996 para Super Nintendo, Sega Mega Drive y Master System. La versión para Master System es notable por tratarse del último lanzamiento comercial para dicha consola en Europa.
- Datos: Q3235344